# Pneumatopteris oxyoura
Pneumatopteris oxyoura är en kärrbräkenväxtart som först beskrevs av Edwin Bingham Copeland, och fick sitt nu gällande namn av Holtt. Pneumatopteris oxyoura ingår i släktet Pneumatopteris och familjen Thelypteridaceae. Inga underarter finns listade.